# Ammonio Sacca
Ammonio Sacca (latino: Ammonius Saccas; Alessandria d'Egitto, 175 – Alessandria d'Egitto, 242) è stato filosofo alessandrino, fondatore del Neoplatonismo e maestro sia di Plotino che di Origene, da non confondere con l'Origene cristiano, e di Cassio Longino.

## Biografia
Di umili origini, ci fu chi, come il vescovo Teodoreto di Cirro, basandosi su una presunta derivazione del soprannome Saccas dal greco σακκοφόρος, arrivò ad ipotizzare che Ammonio si guadagnasse da vivere come facchino. Alcuni autori moderni, invece, sulla scorta di ipotesi etimologiche, ne hanno ipotizzato una origine indiana.
I dettagli sulla sua vita sono perlopiù sconosciuti. Egli fu probabilmente un autodidatta (a volte soprannominato Teodidatta), ma si sa per certo che aprì una scuola di filosofia ad Alessandria d'Egitto, dove ebbe tra i suoi discepoli Origene il Cristiano, Origene il Pagano, Cassio Longino, Erennio Modestino e Plotino, del quale si dice che, avendone ascoltato una lezione, abbia affermato: «questo è l'uomo che andavo cercando!» (Vita Plotini, 3).

## Pensiero
Ammonio non ha lasciato alcuno scritto e, alla moda dei Pitagorici, ha tenuto segrete le sue idee: quasi tutto quello che si suppone della sua filosofia è dedotto dagli scritti di Plotino. Questo ovviamente implica che il discepolo potrebbe avere in qualche modo modificato gli insegnamenti del maestro e che questi potessero essere in qualche modo più aderenti a quelli di Platone di quanto non lo furono le dottrine neoplatoniche.
Nel V secolo Ierocle di Alessandria scrisse che Ammonio riteneva che l'universo fosse diviso in tre piani, quello inferiore abitato dagli esseri umani e da tutti gli animali, quello medio dai demoni (intesi in senso platonico come gli intermediari tra gli Dei e gli esseri umani), e quello superiore dagli Dei.
In generale si ritiene che con buona approssimazione il carattere principale dell'opera di Ammonio Sacca fosse il tentativo di riconciliare il pensiero aristotelico con quello platonico, superando la secolare divisione fra le due correnti filosofiche.
Il vescovo cristiano Eusebio di Cesarea affermò che Ammonio Sacca fosse cristiano, nonché l'autore dell'Armonia di Mosè e di Gesù, citando a tal proposito Porfirio, a sua volta discepolo di Plotino.
La circostanza che Ammonio Sacca fondatore del Neoplatonismo fosse nato ed educato presso dei cristiani è riportata sempre da Eusebio di Cesarea nella Historia Ecclesiastica, il quale la derivò dal testo di Porfirio Contro i cristiani:
(Eusebio di Cesarea, Hist. eccl., VI. 19. Cfr. Porfirio, Contro i cristiani, Bompiani, Milano, 2009, pag. 251)
Sempre secondo Eusebio di Cesarea, Porfirio inoltre ci informa che Ammonio, raggiunta l'età adulta, si comportò «secondo le leggi», ossia uniformandosi ai costumi pagani. Ilaria Ramelli evidenzia a tal proposito che:
(Ilaria Ramelli. Origene filosofo cristiano. Il Peri Archôn e i suoi oppositori in Elaborare l'esperienza di Dio, Reportata: Passato e presente di Dio)
Così anche il padre della Chiesa cristiana Girolamo, nel De viris illustribus, seguendo e concordando con Eusebio, annovera Ammonio fra i sapienti cristiani, rigettando le considerazioni di Porfirio:
(San Girolamo, De viris illustribus, cap. LV.)
Tuttavia secondo Giovanni Reale:
(Giovanni Reale, Plotino e il Neoplatonismo pagano, in Storia della filosofia greca e romana, Bompiani, Milano, 2004, vol. VIII, pag. 8)
Eric Robertson Dodds così riporta il rapporto di Ammonio Sacca con il Cristianesimo secondo Porfirio:
(Eric Robertson Dodds in Oxford Classical Dictionary; trad. it. Dizionario di antichità classiche. Cinisello Balsamo (Milano), Edizioni San Paolo, 1995, pag. 95)